# Lauri Koskela
Lauri Koskela   (Lapua, 16 de maig de 1907 - Baryshevo, 3 d'agost de 1944) va ser un lluitador finlandès, especialista en lluita grecoromana, que va competir durant les dècades de 1930 i 1940.
El 1932 va prendre part en els Jocs Olímpics de Los Angeles, on guanyà la medalla de bronze en la competició del pes ploma del programa de lluita grecoromana. Quatre anys més tard, als Jocs de Berlín, guanyà la medalla d'or en la competició del pes lleuger.
En el seu palmarès també destaquen tres medalles d'or i una de bronze al Campionat d'Europa de lluita; i set campionats nacionals. Morí durant la Guerra de Continuació.